# Fast Workers
Fast Workers (conosciuto anche come Rivets) è un film drammatico del 1933 diretto da Tod Browning, basato sul progetto incompleto dal nome Rivets scritto da John W. McDermott.

## Produzione
Il film fu prodotto dalla Metro-Goldwyn-Mayer (MGM) con il titolo di lavorazione Rivets.

## Distribuzione
Distribuito dalla Metro-Goldwyn-Mayer, il film uscì nelle sale cinematografiche statunitensi il 10 marzo 1933.